# Bobby Howes
Pour les articles homonymes, voir Howes.
Bobby Howes (né le 4 août 1895 à Chelsea, mort le 27 avril 1972 à Londres) est un artiste britannique, chanteur et acteur qui s'est produit dans des comédies musicales du West End de Londres dans les années 1930 et 1940.
Il est le père de l'actrice Sally Ann Howes.

## Théâtre
- 1934 : Yes Madam?

## Filmographie
- 1927 : On with the Dance
- 1928 : The Guns of Loos  : Danny
- 1931 : Third Time Lucky : Rev. Arthur Fear
- 1932 : Lord Babs  : Lord Basil 'Babs' Drayford
- 1932 : For the Love of Mike  : Bobby Seymour
- 1933 : 42nd Street chante 'Shuffle off to Buffalo' avec Ruby Keeler
- 1934 : Over the Garden Wall : Bunny
- 1937 : Please Teacher  : Tommy Deacon
- 1938 : Sweet Devil : Tony Brent
- 1939 : Yes, Madam? : Bill Quinton
- 1939 : Men With Whips
- 1942 : Bob's Your Uncle
- 1946 : The Trojan Brothers  : Benny Castelli
- 1951 : L'amour mène la danse (Happy Go Lovely)  : Charlie
- 1951 : La Kermesse de l'Ouest (comédie musicale)
- 1951 : Murder in the Footlights
- 1957 : The Good Companions : Jimmy Nunn
- 1961 : Watch it, Sailor!
- 1964 : Elixir do Diabo, O